# Oleg Antonov (voleibolista)
Oleg Antonov (Moscou, 28 de julho de 1988) é um jogador de voleibol indoor profissional russo com cidadania italiana, que atua na posição de ponteiro.

## Carreira
Membro da seleção italiana de voleibol masculino, conquistou a segunda posição no Campeonato Mundial de Vôlei em 2015 e o terceiro lugar no Campeonato Europeu, no mesmo ano.
Em 2016, representou a Itália nos Jogos Olímpicos de Verão no Rio de Janeiro.